# Michael Liut
Michael Dennis Liut, dit Mike Liut, (né le 7 janvier 1956 à Weston, dans la province de l'Ontario au Canada) est un joueur professionnel canadien de hockey sur glace qui évoluait en position de gardien de but.
Après une carrière universitaire, il passe professionnel avec les Stingers de Cincinnati de l'Association mondiale de hockey (AMH). Il joue ensuite en Ligue nationale de hockey (LNH) pour les Blues de Saint-Louis, les Whalers de Hartford et les Capitals de Washington. En 1981, il reçoit le trophée Lester-B.-Pearson remis au meilleur joueur selon ses pairs et dispute la Coupe Canada avec l'équipe du Canada.
Depuis 1998, il est un agent de joueurs de la LNH.

## Biographie

### Carrière universitaire et débuts professionnels
Après avoir évolué au sein de ligues juniors secondaires de l'Ontario, Mike Liut se rend aux États-Unis en 1973 où il fait ses études à l'université d'État de Bowling Green. Il en rejoint l'équipe de hockey, les Falcons, qui évolue dans la Central Collegiate Hockey Association (CCHA) du Championnat NCAA. Sélectionné dans la première puis la seconde équipe d'étoiles de la CCHA en 1975 et 1976, Liut est choisi par les Blues de Saint-Louis en quatrième ronde du repêchage amateur 1976 de la Ligue nationale de hockey (LNH), ainsi qu'en cinquième ronde de celui de l'Association mondiale de hockey (AMH) par les Whalers de la Nouvelle-Angleterre. La saison suivante, il mène les Falcons avec 18 victoires en 24 rencontres, lui valant le trophée de joueur de l'année et une nouvelle sélection dans la première équipe d'étoiles de la conférence,.
Une fois son diplôme en commerce en main, Liut passe professionnel avec les Stingers de Cincinnati de l'AMH qui ont obtenu ses droits suivant une transaction avec les Whalers. Il joue deux saisons avec l'équipe de l'Ohio, partageant les responsabilités dans la cage avec Michel Dion. En 1979, l'AMH et la LNH fusionnent et deux des équipes de l'AMH, les Stingers et les Bulls de Birmingham doivent mettre fin à leurs activités. Un repêchage de dispersion est alors organisé pour répartir leurs joueurs entre les quatre équipes survivantes et Liut est choisi par les Oilers d'Edmonton. Peu de temps après, il est une nouvelle fois réclamé, cette fois-ci par les Blues, lors du repêchage d'expansion de la LNH.

### Les Blues de Saint-Louis
Mike Liut fait ses débuts en LNH le 23 octobre 1979 lors de la venue des Bruins de Boston. Blessé lors d'un entraînement d'avant-match, il débute sur le banc. Menés 5-1, les Blues font entré Liut en début de seconde période. Il réussit à contenir toutes les attaques de ses adversaires, réalisant son premier blanchissage de la saison, tandis que ses coéquipiers ramènent la marque sur un score de parité de 5 buts partout. Devenu le portier titulaire, il joue 64 parties, enregistrant 32 victoires, le plus grand total de la ligue, pour 23 défaites et 9 matchs nuls et une moyenne de 3,18 buts alloués par rencontre. Deuxième de la Divivsion Smythe, Saint-Louis est éliminé en première ronde par les vainqueurs de cette même division, les Blackhawks de Chicago.
La saison suivante, il aide son équipe à remporter la division grâce à sa fiche de 33-14-13 en 61 rencontres jouées et une moyenne de 3,34 buts encaissés par match. Sélectionné pour le Match des étoiles au sein de l'équipe de la Conférence Campbell, il en est désigné le meilleur joueur à la suite de son blanchissage réalisé lors de la première moitié de la rencontre qu'il dispute. L'équipe Campbell éventuellement remporte le match 4 buts à 1. Vainqueurs des Penguins de Pittsburgh en première ronde des séries éliminatoires, les Blues sont sortis au tour suivant par les Rangers de New York. Devancé par Wayne Gretzky pour le trophée Hart remis au meilleur joueur selon les journalistes, il reçoit le trophée Lester-B.-Pearson du meilleur joueur selon ses pairs et est également sélectionné dans la première équipe d'étoiles de la ligue.
Précédant l'édition 1981-1982, se déroule la Coupe Canada, une compétition internationale coorganisée par la LNH. Retenu dans la sélection canadienne dont il est le gardien numéro un. Lors du tour préliminaire, le Canada domine ses adversaires, remportant notamment une victoire 7-3 face à l'Union soviétique. En demi-finales, les canadiens éliminent les États-Unis 4 buts à 1 pour retrouver ensuite les soviétiques, vainqueurs de leur côté de la Tchécoslovaquie sur un résultat identique. La rencontre finale se déroule au Forum de Montréal. Après une première période sans but, les soviétiques, qui comptent entre autres Igor Larionov et Vladislav Tretiak, balayent Liut et les canadiens pour remporter le tournoi sur la marque de 8-1.
De retour à Saint-Louis, il aide son équipe à se qualifier pour les séries au cours desquelles ils dominent les Jets de Winnipeg avant d'être éliminés par les Blackhawks en six manches. L'édition suivante est plus difficile pour les Blues qui terminent quatrièmes de la Division Norris avec 65 points, soit le plus petit nombre pour une équipe présente dans les séries cette saison-là. Liut enregistre quant à lui sa première fiche négative en LNH avec 21 victoires pour 27 défaites et 13 parties nulles. Pour la troisième fois en quatre ans, Saint-Louis est sorti par Chicago. En 1983-1984, l'équipe du Missouri termine deuxième de sa division. En première ronde, ils éliminent les Red Wings de Détroit 3 victoires à 1. Au tour suivant, ils poussent la série face aux North Stars du Minnesota, vainqueurs de la Division Norris, à la septième manche où ils s'inclinent 4-3 après prolongations. Au cours de la saison 1984-1985, Liut est échangé avec Jörgen Pettersson aux Whalers de Hartford en retour de Mark Johnson et Greg Millen.

### Les Whalers de Hartford
Pour sa première édition complète avec sa nouvelle équipe, Mike Liut réalise sa première fiche positive en cinq ans. Les Whalers terminent quatrièmes de la Division Adams et disputent les séries pour la première fois depuis 1980. En première ronde, ils sortent les vainqueurs de la division, les Nordiques de Québec, 3 victoires à aucune. Au tour suivant, ils affrontent les Canadiens de Montréal. La série s'étend jusqu'à la septième manche qui tournent à l'avantage de la franchise québécoise, éventuel vainqueur de la Coupe Stanley. En 1986-1987, les Whalers finissent en tête de leur division. Liut enregistre 31 victoires pour 22 défaites et 5 matchs nuls et finit premier de la ligue en termes de blanchissages avec quatre. Hartford est cependant sorti des séries par Québec 4 victoires à 2. Nommé dans la seconde équipe d'étoiles, Liut est devancé au vote pour le trophée Vézina par Ron Hextall des Flyers de Philadelphie. Malgré sa bonne saison, il n'est pas retenu pour la Coupe Canada qui a lieu en septembre 1987, l'entraîneur Mike Keenan préférant compter sur Hextall, Grant Fuhr et Kelly Hrudey.
Mike Liut continue de jouer pour les Whalers trois nouvelles saisons voyant son temps de jeu se réduire au profit de Peter Sidorkiewicz. En mars 1990, il est échangé aux Capitals de Washington en retour d'Yvon Corriveau. Une fois l'édition 1989-1990 terminée, il compte une moyenne de 2,53 buts encaissés par partie, la plus faible de la ligue à égalité avec Patrick Roy, et finit en tète des blanchissages avec quatre.

### Fin de carrière
Mike Liut passe deux saisons avec les Capitals, partageant les responsabilités dans la cage avec Don Beaupre. Il manque la fin de la saison 1991-1992 en raison de douleurs récurrentes au dos. Il se porte alors candidat pour le poste de directeur général des Whalers, une position qui revient finalement à Brian Burke. Déçu, il annonce la fin de sa carrière.
Au cours de sa carrière, Mike Liut est un membre actif de l'Association des joueurs de la LNH (NHLPA). Il en est le vice-président de 1986 à 1989. Entre 1986 et 1992, il fait partie du comité de négociation pour le Collective Bargaining Agreement (CBA), un accord qui régit la relation entre les joueurs et la ligue.

### Après-carrière
Mike Liut entre ensuite au Detroit College of Law au Michigan où il passe en 1995 un doctorat en droit. Entre 1995 et 1998, il est occupe la position d'entraîneur-assistant responsable des gardiens pour les Wolverines du Michigan du championnat NCAA. Il continue également ses activités auprès de la NHLPA en tant que membre du comité de négociation pour le CBA en 1995 puis en tant que conseiller associé de 1996 à 1998. Cette année-là il devient un agent de joueurs certifié par la NHLPA et rejoint l'agence Octagon dont il devient le directeur général de la section hockey,.

### Parenté dans le sport
Mike Liut est cousin issu de germain de Ron Francis, joueur de hockey sur glace et membre du Temple de la renommée du hockey.

## Statistiques

### En club
Mike Liut est le gardien de but ayant joué le plus de rencontres pour les Blues de Saint-Louis avec 347 parties disputées. Il détient  également les records de la franchise en termes de victoires (151) ainsi que de buts encaissés, que ce soit au total (1 149) ou sur une saison (250 en 1981-1982).
| Saison     | Équipe                   | Ligue      |     | Saison régulière | Saison régulière | Saison régulière | Saison régulière | Saison régulière | Saison régulière | Saison régulière | Saison régulière | Saison régulière | Saison régulière |    | Séries éliminatoires | Séries éliminatoires | Séries éliminatoires | Séries éliminatoires | Séries éliminatoires | Séries éliminatoires | Séries éliminatoires | Séries éliminatoires | Séries éliminatoires |
| Saison     | Équipe                   | Ligue      | PJ  | V                | D                | Pr/N             | Min              | BC               | Moy              | % Arr            | Bl               | Pun              | PJ               | V  | D                    | Min                  | BC                   | Moy                  | % Arr                | Bl                   | Pun                  |                      |                      |
| 1971-1972  | Waxers de Markham        | MetJBHL    |     |                  |                  |                  |                  |                  |                  |                  |                  |                  |                  |    |                      |                      |                      |                      |                      |                      |                      |                      |                      |
| 1972-1973  | Beehives de Dixie        | OPJAHL     | 26  |                  |                  |                  |                  | 105              | 4,12             |                  | 0                |                  |                  |    |                      |                      |                      |                      |                      |                      |                      |                      |                      |
| 1973-1974  | Falcons de Bowling Green | NCAA       | 26  | 10               | 12               | 0                | 1 272            | 88               | 4,15             |                  | 1                |                  |                  |    |                      |                      |                      |                      |                      |                      |                      |                      |                      |
| 1974-1975  | Falcons de Bowling Green | NCAA       | 20  | 12               | 6                | 1                | 1 174            | 78               | 3,99             |                  | 0                |                  |                  |    |                      |                      |                      |                      |                      |                      |                      |                      |                      |
| 1975-1976  | Falcons de Bowling Green | NCAA       | 21  | 13               | 5                | 0                | 1 171            | 50               | 2,56             |                  | 2                |                  |                  |    |                      |                      |                      |                      |                      |                      |                      |                      |                      |
| 1976-1977  | Falcons de Bowling Green | NCAA       | 24  | 18               | 4                | 0                | 1 346            | 61               | 2,72             |                  | 2                |                  |                  |    |                      |                      |                      |                      |                      |                      |                      |                      |                      |
| 1977-1978  | Stingers de Cincinnati   | AMH        | 27  | 8                | 12               | 0                | 1 215            | 86               | 4,25             |                  | 0                |                  |                  |    |                      |                      |                      |                      |                      |                      |                      |                      |                      |
| 1978-1979  | Stingers de Cincinnati   | AMH        | 54  | 23               | 27               | 4                | 3 181            | 184              | 3,47             |                  | 3                |                  | 3                | 1  | 2                    | 179                  | 10                   | 3,35                 |                      | 0                    |                      |                      |                      |
| 1979-1980  | Blues de Saint-Louis     | LNH        | 64  | 32               | 23               | 9                | 3 661            | 194              | 3,18             |                  | 2                |                  | 3                | 0  | 3                    | 193                  | 12                   | 4,38                 |                      | 0                    |                      |                      |                      |
| 1980-1981  | Blues de Saint-Louis     | LNH        | 61  | 33               | 14               | 13               | 3 570            | 199              | 3,34             |                  | 1                |                  | 11               | 5  | 6                    | 685                  | 50                   | 4,38                 |                      | 0                    |                      |                      |                      |
| 1981-1982  | Blues de Saint-Louis     | LNH        | 64  | 28               | 28               | 7                | 3 691            | 250              | 4,06             |                  | 2                |                  | 10               | 5  | 3                    | 494                  | 27                   | 3,28                 |                      | 0                    |                      |                      |                      |
| 1982-1983  | Blues de Saint-Louis     | LNH        | 68  | 21               | 27               | 13               | 3 794            | 235              | 3,72             | 87,8             | 1                |                  | 4                | 1  | 3                    | 240                  | 15                   | 3,75                 |                      | 0                    |                      |                      |                      |
| 1983-1984  | Blues de Saint-Louis     | LNH        | 58  | 25               | 29               | 4                | 3 425            | 197              | 3,48             | 88,4             | 3                |                  | 11               | 6  | 5                    | 714                  | 29                   | 2,44                 | 92                   | 1                    |                      |                      |                      |
| 1984-1985  | Blues de Saint-Louis     | LNH        | 32  | 12               | 12               | 6                | 1 869            | 119              | 3,82             | 88               | 1                |                  |                  |    |                      |                      |                      |                      |                      |                      |                      |                      |                      |
| 1984-1985  | Whalers de Hartford      | LNH        | 13  | 5                | 7                | 1                | 791              | 38               | 2,88             | 90,9             | 1                |                  |                  |    |                      |                      |                      |                      |                      |                      |                      |                      |                      |
| 1985-1986  | Whalers de Hartford      | LNH        | 57  | 27               | 23               | 4                | 3 282            | 198              | 3,62             | 87,4             | 2                |                  | 8                | 5  | 2                    | 441                  | 14                   | 1,9                  | 93,8                 | 1                    |                      |                      |                      |
| 1986-1987  | Whalers de Hartford      | LNH        | 59  | 31               | 22               | 5                | 3 476            | 187              | 3,23             | 88,5             | 4                |                  | 6                | 2  | 4                    | 323                  | 25                   | 4,52                 | 84,3                 | 0                    |                      |                      |                      |
| 1987-1988  | Whalers de Hartford      | LNH        | 60  | 25               | 28               | 5                | 3 526            | 187              | 3,18             | 88,4             | 2                |                  | 3                | 1  | 1                    | 159                  | 11                   | 4,16                 | 86,6                 | 0                    |                      |                      |                      |
| 1988-1989  | Whalers de Hartford      | LNH        | 35  | 13               | 19               | 1                | 2 006            | 142              | 4,25             | 86,1             | 1                |                  |                  |    |                      |                      |                      |                      |                      |                      |                      |                      |                      |
| 1989-1990  | Whalers de Hartford      | LNH        | 29  | 15               | 12               | 1                | 1 683            | 74               | 2,64             | 90               | 3                |                  |                  |    |                      |                      |                      |                      |                      |                      |                      |                      |                      |
| 1989-1990  | Capitals de Washington   | LNH        | 8   | 4                | 4                | 0                | 478              | 17               | 2,14             | 92,1             | 1                |                  | 9                | 4  | 4                    | 507                  | 28                   | 3,31                 | 87,4                 | 0                    |                      |                      |                      |
| 1990-1991  | Capitals de Washington   | LNH        | 35  | 13               | 16               | 3                | 1 834            | 114              | 3,73             | 85,5             | 0                |                  | 2                | 0  | 1                    | 48                   | 4                    | 4,98                 | 86,7                 | 0                    |                      |                      |                      |
| 1991-1992  | Capitals de Washington   | LNH        | 21  | 10               | 7                | 2                | 1 123            | 70               | 3,74             | 87,5             | 1                |                  |                  |    |                      |                      |                      |                      |                      |                      |                      |                      |                      |
| Totaux AMH | Totaux AMH               | Totaux AMH | 81  | 31               | 39               | 4                | 4 396            | 270              | 3,69             |                  | 3                |                  | 3                | 1  | 2                    | 179                  | 10                   |                      | 3,35                 | 0                    |                      |                      |                      |
| Totaux LNH | Totaux LNH               | Totaux LNH | 664 | 294              | 271              | 74               | 38 209           | 2 221            | 3,49             |                  | 25               |                  | 67               | 29 | 32                   | 3 813                | 215                  |                      | 3,38                 | 2                    |                      |                      |                      |

### En équipe nationale
| Année | Équipe | Compétition  |   | PJ | V | D | Pr/N | Min | BC   | Moy | % Arr | Bl | Pun       |  | Classement |
| 1981  | Canada | Coupe Canada | 6 | 4  | 1 | 1 | 360  | 19  | 3,17 |     | 1     |    | Finaliste |  |            |

## Trophées et honneurs personnels

### Trophées universitaires
- 1974-1975 : première équipe d'étoiles de la Central Collegiate Hockey Association
- 1975-1976 : seconde équipe d'étoiles de la Central Collegiate Hockey Association
- 1976-1977 :
  - joueur de l'année de la Central Collegiate Hockey Association
  - première équipe d'étoiles de la Central Collegiate Hockey Association
- 1981-1982 : intronisé au temple de la renommée des sports de la Bowling Green State University

### Trophées de la LNH
- 1980-1981 :
  - sélectionné pour jouer le 33e Match des étoiles
  - meilleur joueur du Match des étoiles
  - Trophée Lester-B.-Pearson en tant que meilleur joueur selon ses pairs
  - première équipe d'étoile
- 1986-1987 :
  - finaliste du trophée Vézina remis au meilleur gardien de but selon les directeurs généraux
  - seconde équipe d'étoiles

### Compétitions internationales
- 1981-1982 : finaliste de la Coupe Canada avec l'équipe du Canada